# GET YOU
「GET YOU」（ゲット・ユー）は、BiSとDorothy Little Happyによるコラボレーション・シングル。2013年1月9日にavex traxからリリースされた。

## 背景とリリース
当時、同じavex traxからCDをリリースしていたBiSとDorothy Little Happy（以下、ドロシー）は、2012年4月9日にShibuya O-EASTで行われたライブ・イベント『NACK5 presents ストナイLIVE! APR.〜2012〜』で共演。それから半年を経た同年10月9日にTOKYO FMで放送された『RADIO DRAGON BiSのアイドル? IDOL or NOT』に白戸佳奈と秋元瑠海がゲスト出演した後、同11月9日にコラボレーション・シングルの発売が決定。同月20日に渋谷2.5Dで行われた『もしもしシブヤZ外伝!』において表題曲が初オンエアされた。
シングルはBiS盤（AVCD-48625）と、Dorothy Little Happy盤（AVCD-48626）の2タイプでリリースされたが、いずれも表題曲のMVを収めたDVDやBlu-ray Discは同梱されていない。
本作発売を記念して、2013年1月14日に渋谷・LIQUIDROOMにて『BiSとDorothy Little Happyの“GET YOU”』と題した2マンライブを開催。大雪の影響で交通網が麻痺する中で開催したため、ドロシーは終了後の渋滞によりホテルで一泊してから仙台に帰ったという。

## 収録曲

### BiS盤
1. GET YOU / BiSとDorothy Little Happy
作詞：BiS・Dorothy Little Happy、作曲：松隈ケンタ、編曲：SCRAMBLES
2. デモサヨナラ / BiS
作詞・作曲：坂本サトル、編曲：松隈ケンタ
  - Dorothy Little Happyのカバー曲。
3. Song for a / BiS
作詞：テラシマユフ、作曲：松隈ケンタ、編曲：SCRAMBLES
4. GET YOU -Instrumental-
5. デモサヨナラ -Instrumental-
6. Song for a -Instrumental-

### Dorothy Little Happy盤
1. GET YOU / BiSとDorothy Little Happy
2. nerve / Dorothy Little Happy
作詞：久保田洋司、作曲：miifuu、編曲：安部潤・坂本サトル
  - BiSのカバー曲。
3. 壊れちゃう 崩れちゃう / Dorothy Little Happy
作詞・作曲：坂本サトル、編曲：安部潤・坂本サトル
4. GET YOU -Instrumental-
5. nerve -Instrumental-
6. 壊れちゃう 崩れちゃう -Instrumental-

### 初回封入特典
- ミニ生写真13種からランダム封入（両タイプ共に）